# جان موراگا

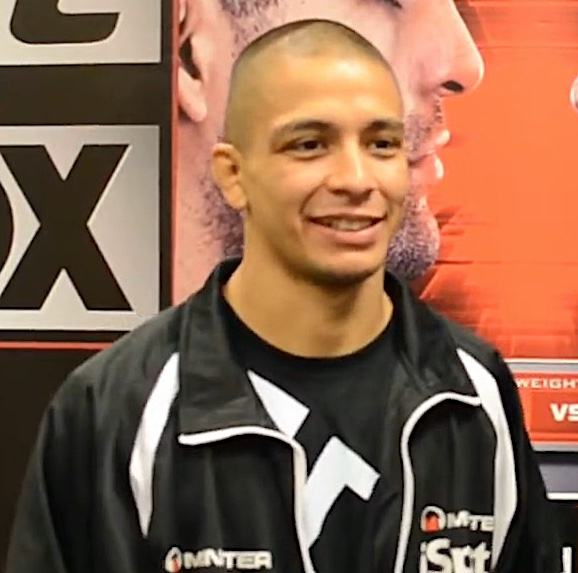
جان موراگا

جان موراگا (انگلیسی: John Moraga؛ زادهٔ ۲۰ مارس ۱۹۸۴) ورزشکار هنرهای رزمی ترکیبی اهل ایالات متحده آمریکا است.